# Дизајнер светла
Дизајнер светла је специјализован за рад са расветним телима у филмској и ТВ производњи. Његов задатак је да брине о целокупном прибору за расвету и да поставља расветна тела током снимања према упутствима шефа расвете и директора фотографије. Техничке особине филмске траке условљавају да скоро сви филмови захтевају употребу вештачког осветљења, па и расветљивача. У блиској прошлости снимање је захтевало већи број расветних тела и расветљивача, јер је трака била мање осетљива. Тада је и расветна техника била гломазнија, а мањег интензитета, па је ефикасност и брзина снимања у великој мери зависила од рада расветљивача. Сада су расветна тела мања, лакша и много јачег интензитета, па је за њихово постављање потребно краће време и мањи број расветљивача. Некада је у екипама било десетак расветљивача, а данас у стандардним екипама има само 3-4, док у ТВ студијима број расветљивача зависи од величине и техничких особина студија.